# ژاندارم در نیویورک
ژاندارم در نیویورک (به فرانسوی: Gendarme in New York) فیلمی محصول سال ۱۹۶۵ و به کارگردانی ژان ژیرو است. در این فیلم بازیگرانی همچون لوئی دوفونس، ژنویو گراد، میشل گالابرو، ژان لوفور، کریستین مارین ایفای نقش کرده‌اند.